# Titularbistum Girus Tarasii
Girus Tarasii (ital.: Giro di Tarasio) ist ein Titularbistum der römisch-katholischen Kirche. 
Das Bistum war in Numidien angesiedelt, einer historischen Landschaft in Nordafrika, die weite Teile der heutigen Staaten Tunesien und Algerien umfasst. In der Nähe von Girus Tarasii lag eine Stadt namens Henchir-Tarsa. Zu der Gegend soll auch der Geburtsort des heiligen Augustinus, die Stadt Thagaste (heute Souk Ahras) gehört haben.
| Titularbischöfe von Girus Tarasii |                              |                                                                            |                   |                   |
| Nr.                               | Name                         | Amt                                                                        | von               | bis               |
| 1                                 | Lafayette Libânio            | emeritierter Bischof von São José do Rio Preto (Brasilien)                 | 3. November 1966  | 14. Dezember 1970 |
| 2                                 | László Lékai                 | Apostolischer Administrator von Veszprém (Ungarn)                          | 8. Februar 1972   | 12. Februar 1976  |
| 3                                 | Federico O. Escaler SJ       | Prälat von Kidapawan (Philippinen)                                         | 12. Juni 1976     | 18. Februar 1978  |
| 4                                 | Franz-Peter Tebartz-van Elst | Weihbischof in Münster (Deutschland)                                       | 14. November 2003 | 28. November 2007 |
| 5                                 | John Doaninoel SM            | Weihbischof in Rabaul (Papua-Neuguinea) Weihbischof in Honiara (Salomonen) | 6. Dezember 2007  | 7. August 2018    |
| 6                                 | Fidelis B. Layog             | Weihbischof in Lingayen-Dagupan (Philippinen)                              | 18. März 2019     |                   |